# Praskovja Solova
Praskovja Solova, född okänt år, död 1621, var en rysk kronprinsessa (tsetsarevna).  
Hon var dotter till Mikhail Timofeevich Petrov, och gifte sig 1574 med Tsarevitj Ivan Ivanovitj av Ryssland, son till tsar Ivan den förskräcklige. Hennes svärfar skilde henne från maken år 1579 och placerade henne i kloster för barnlöshet.  